# Deutsche Sprintmeisterschaften 1997
Die 1. Deutschen Sprintmeisterschaften im Rudern, damals noch als „Deutsche Meisterschaft über 500 m“ bezeichnet, wurden 1997 auf dem Baldeneysee in Essen-Kupferdreh ausgetragen. Die Premierenausgabe wurde von der Ruderriege des Turnverein 1877 Essen-Kupferdreh e.V. (TVK) organisiert. Anders als beim Meisterschaftsrudern wurden lediglich Vereinsmannschaften zugelassen – eine Regel, die bei den Sprintmeisterschaften bis heute Bestand hat. Bei der ersten Austragung der Sprintmeisterschaften wurden in acht Bootsklassen Medaillen vergeben, davon fünf bei den Männern und drei bei den Frauen. Einer-Wettbewerbe fanden nicht statt, diese wurden erst im Folgejahr ins Programm aufgenommen. Die Rennen wurden über eine Distanz von 400 Metern ausgetragen.

## Medaillengewinner

### Männer
| Bootsklasse            | Gold | Silber | Bronze |
| ---------------------- | --- | --- | --- |
| Doppelzweier           | RC Favorite Hammonia Hamburg André Stockmann Andreas Ortz | RC Witten Stefan Locher Andreas Bech | RRG Mülheim Stefan Reuther Matthias Gathmann |
| Zweier ohne Steuermann | RV Münster von 1882 Falko Fugel Andreas Lütkefels | Miltenberger RC von 1900 Benjamin Kullik Helger Schader                                                                                              | RC Favorite Hammonia Hamburg Attila Gümüs Christian Viola |
| Doppelvierer           | RTHC Bayer Leverkusen Jörg Maubach Stephan Zuther Stephan Volkert Javor Filipov                                                                                  | IGOR Offenbach Marc Bussian Christian Dommermuth Bernd Wicker Wolf Bussian                                                                           | RRG Mülheim Peter Jebbink Stephan Mocek Stefan Reuther Matthias Gathmann                                                                                               |
| Vierer mit Steuermann  | Rüsselsheimer Ruder-Klub 08 Sven Hoffmann Gerhard Darnieder Harald Blum Lutz Beyer Sascha Adrian (Stm.)                                                          | Berliner Ruder-Club Ulrich Britting Robert Engelhorn Stefan Kötitz Johannes-Maria Galandi Axel Beutelmann (Stm.)                                     | Miltenberger RC von 1900 Johannes Grimm Hartmut Lorenz Clemens Walter Christof Pecheim Thomas Büchler (Stm.)                                                           |
| Achter                 | RV Münster von 1882 Falko Fugel Andreas Lütkefels Martin Asholt Philipp Stüer Christoph Korte Robert Arndt Jens Klingenstein Felix Wortmann Ulrich Dreyer (Stm.) | Ratzeburger RC Jörg Lehnigk Jan Oldenburg Lars Komorowski Arne Siemann Dirk Praga Nils Guhl Ingmar Guhl Kai von Warburg Anika von Lingelsheim (Stf.) | Berliner Ruder-Club Holger Derlien Sven Ueck Karsten Finger Volker Ihlein Ulrich Britting Robert Engelhorn Stefan Kötitz Johannes-Maria Galandi Axel Beutelmann (Stm.) |

### Frauen
| Bootsklasse            | Gold                                                                       | Silber                                                                                    | Bronze                                                                                 |
| ---------------------- | -------------------------------------------------------------------------- | ----------------------------------------------------------------------------------------- | -------------------------------------------------------------------------------------- |
| Doppelzweier           | Kettwiger RG Britta Holthaus Linn Mehnert                                  | TV 1877 Essen-Kupferdreh Viola Kamienski Eva-Maria Ostermann                              | Keine weiteren Boote am Start.                                                         |
| Zweier ohne Steuerfrau | RK am Baldeneysee Essen Anna Coenen Pia Coenen                             | Ruderverein an den Teichwiesen Simone Langbein Michaela Berger                            | Essen-Werdener RC von 1896 Bernadette Schröder Sarah Holzapfel                         |
| Vierer ohne Steuerfrau | RK am Baldeneysee Essen Kristina Erbe Simone Hagner Anna Coenen Pia Coenen | Essen-Werdener RC von 1896 Peggy Manske Bernadette Schröder Kristina Buck Sarah Holzapfel | Bessel-RC Minden Mareike Wolschendorf Tanja Brune Tanja Wolschendorf Andrea Pletikosic |